# 224-й навчальний центр повітрянодесантних військ (СРСР)
224-й навчальний центр повітрянодесантних військ (224 НЦ ПДВ) — військова частина Повітрянодесантних військ СРСР, яка існувала у 1954—1992 роках.
Частина була створена як парашутно-десантний полк, у 1956 році полк брав участь у вторгненні до Угорщини.
Після розпаду СРСР у 1992 році навчальний центр увійшов до складу Збройних сил України, і згодом був переформований як 80-та десантна бригада.

## Історія
80-й парашутно-десантний полк створений у 1954 році в місті Гайжюнай Йонавського району Литовської РСР у складі 7-ї повітрянодесантної дивізії 8-го гвардійського повітрянодесантного корусу.
У 1956 році полк брав участь у операції «Вихор» — придушенні Угорської революції. У 1958 році полк нагороджено орденом Червоної Зірки. У 1960 році полк передислоковано в Баку та включено до складу 104-ї повітрянодесантної дивізії. У 1979 році полк розформовано, і на базі його кадрів у Хирові створено 39-ту окрему десантно-штурмову бригаду.
У 1990 році, при передачі до складу повітрянодесантних військ, 39-та окрема десантно-штурмова бригада була переформована на 224-й навчальний центр ПДВ. 
Після розпаду СРСР у 1992 році навчальний центр увійшов до складу Збройних сил України, і згодом був переформований як 80-та десантна бригада.